# Mamdzisjcha
Mamdzisjcha (georgiska: მამძიშხა) är ett berg i Georgien. Det ligger i regionen Abchazien, i den nordvästra delen av landet, 400 km väster om huvudstaden Tbilisi. Toppen på Mamdzisjcha är 1 866 meter över havet.